# 龙婆·坤
Khun Parissuddho（泰語：คูณ ปริสุทฺโธ，或Luang Por Khun，有時尊称Luang Por和Phra，1923年10月4日—2015年5月12日）或尊称“Phra Dhebwiddhayakama”（泰語：พระเทพวิท） ยาคม）是一位居住在彩象廟（Wat Ban Rai）的泰国佛教僧人。他于2015年5月12日逝世，享年91歲。

## 早期生活
他出生于1923年10月4日。他的出生名为Khun Chatproklang（คูณ ฉัตร์พลกรัง），是Bun和Thongkhao Chatproklang的儿子。父母很早過世，之後和两个妹妹一起由姨妈照顾。6岁时，他开始跟随Ajahn Chueam Widdharo、Ajahn Chai和Ajahn Lee学习佛法和泰语。

## 佛法生活
1934年5月5日，他在Wat Thanon Hak Yai寺出家，法号为Parissuddho。他是班农波寺 （Wat Ban Nong Phoe）的Luang Phor Khong Bhuddhasaro的学生。他成為一位严格修习佛法的比丘，受到许多人的尊敬。
后来，他前往呵叻府修行，然后进一步前往老挝和柬埔寨修行。1939年，他回到呵叻府，在Ban Rai村人民的帮助下，建立了彩象廟。他一直住在那里，直到2015年5月12日去世，享年91岁。他的葬礼于2019年1月29日在孔敬大学举行。